# Tour der französischen Rugby-Union-Nationalmannschaft nach Argentinien 1996
| Tour der Franzosen nach Argentinien 1996 | Tour der Franzosen nach Argentinien 1996 | Tour der Franzosen nach Argentinien 1996 | Tour der Franzosen nach Argentinien 1996 | Tour der Franzosen nach Argentinien 1996 |
| Übersicht                                | S                                        | G                                        | U                                        | N                                        |
| ---------------------------------------- | ---------------------------------------- | ---------------------------------------- | ---------------------------------------- | ---------------------------------------- |
| Test Matches                             | 2                                        | 2                                        | 0                                        | 0                                        |
| Sonstige Spiele                          | 4                                        | 3                                        | 0                                        | 1                                        |
| Gesamt                                   | 6                                        | 5                                        | 0                                        | 1                                        |
|                                          |                                          |                                          |                                          |                                          |
| Argentinien                              | 2                                        | 2                                        | 0                                        | 0                                        |

Die Tour der französischen Rugby-Union-Nationalmannschaft nach Argentinien 1996 umfasste eine Reihe von Freundschaftsspielen der französischen Rugby-Union-Nationalmannschaft. Sie reiste im Juni 1996 durch Argentinien und bestritt während dieser Zeit sechs Spiele. Darunter waren zwei Test Matches gegen die argentinische Nationalmannschaft, die beide mit einem französischen Sieg endeten. Ebenfalls auf dem Programm standen vier Spiele gegen regionale Auswahlteams, bei denen die Franzosen drei Siege feiern konnten und eine Niederlage hinnehmen mussten.

## Spielplan
- Hintergrundfarbe grün = Sieg
- Hintergrundfarbe rot = Niederlage

(Test Matches sind grau unterlegt; Ergebnisse aus der Sicht Frankreichs)
| # | Datum         | Gegner                         | Ort                   | Stadion                           | Ergebnis |
| - | ------------- | ------------------------------ | --------------------- | --------------------------------- | -------- |
| 1 | 10. Juni 1996 | Unión Cordobesa de Rugby       | Córdoba               | Estadio Olímpico Chateau Carreras | 22:19    |
| 2 | 15. Juni 1996 | Unión de Rugby de Buenos Aires | San Isidro            | Estadio CASI                      | 26:29    |
| 3 | 18. Juni 1996 | Unión de Rugby de Tucumán      | San Miguel de Tucumán | Estadio Monumental José Fierro    | 20:10    |
| 4 | 22. Juni 1996 | Argentinien                    | Buenos Aires          | Estadio Ferro Carril Oeste        | 34:27    |
| 5 | 25. Juni 1996 | San Juan                       | San Juan              | San Juan Rugby Club               | 51:0     |
| 6 | 29. Juni 1996 | Argentinien                    | Buenos Aires          | Estadio Ferro Carril Oeste        | 34:15    |

## Test Matches
| 22. Juni 1996 | Argentinien                                                                         | 27 : 34        | Frankreich                                                                                         | Estadio Ferro Carril Oeste, Buenos Aires Zuschauer: 25.000 Schiedsrichter: Gareth Simmonds (Wales) |
| 22. Juni 1996 | Versuche: García (2) Légora Strafversuch Erhöhungen: Cilley (2) Straftritte: Cilley | (0:22) Bericht | Versuche: Castaignède Dourthe Ntamack (2) Saint-André Erhöhungen: Dourthe (3) Straftritte: Dourthe | Estadio Ferro Carril Oeste, Buenos Aires Zuschauer: 25.000 Schiedsrichter: Gareth Simmonds (Wales) |

Aufstellungen:
- Argentinien: Pablo Bouza, Pablo Camerlinckx, José Cilley, Luis Criscuolo, Fernando del Castillo, Francisco García, Roberto Grau, Rolando Martín, Martín Pfister, Agustín Pichot, Carlos Promanzio, Mauricio Reggiardo, José Simes, Facundo Soler, Pedro Sporleder  
 Auswechselspieler: Julián Légora, Nicolás Fernández Miranda
- Frankreich: Guy Accoceberry, Abdelatif Benazzi, Philippe Benetton, Christian Califano, Thomas Castaignède, Marc de Rougemont, Richard Dourthe, Olivier Merle, Émile Ntamack, Fabien Pelous, Alain Penaud, Olivier Roumat, Jean-Luc Sadourny, Philippe Saint-André , Franck Tournaire 
 Auswechselspieler: Jean-Louis Jordana, Marc Lièvremont

| 29. Juni 1996 | Argentinien             | 15 : 34        | Frankreich                                                                                                 | Estadio Ferro Carril Oeste, Buenos Aires Zuschauer: 27.000 Schiedsrichter: Gareth Simmonds (Wales) |
| 29. Juni 1996 | Straftritte: Cilley (5) | (9:13) Bericht | Versuche: Benetton Ntamack Pelous Saint-André Erhöhungen: Castaignède Straftritte: Castaignède (3) Dourthe | Estadio Ferro Carril Oeste, Buenos Aires Zuschauer: 27.000 Schiedsrichter: Gareth Simmonds (Wales) |

Aufstellungen:
- Argentinien: Diego Albanese, Pablo Bouza, Pablo Camerlinckx, José Cilley, Luis Criscuolo, Francisco García, Roberto Grau, Julián Légora, Rolando Martín, Agustín Pichot, Carlos Promanzio, Mauricio Reggiardo, José Simes, Facundo Soler, Pedro Sporleder
- Frankreich: Abdelatif Benazzi, Philippe Benetton, Christian Califano, Philippe Carbonneau, Thomas Castaignède, Marc de Rougemont, Richard Dourthe, Jean-Louis Jordana, Olivier Merle, Émile Ntamack, Fabien Pelous, Alain Penaud, Olivier Roumat, Jean-Luc Sadourny, Philippe Saint-André  
 Auswechselspieler: Stéphane Glas, Franck Tournaire